# Chordeumiidae
Chordeumiidae är en familj av kräftdjur. Chordeumiidae ingår i ordningen Siphonostomatoida, klassen Maxillopoda, fylumet leddjur och riket djur.